# Chalcopasta ellica
Chalcopasta ellica là một loài bướm đêm trong họ Noctuidae.